# Эль-Маш, Иссам
Иссам Эль-Маш (араб. عصام المعاش‎; род. 1 февраля 2000, Алфен-ан-ден-Рейн, Южная Голландия) — марокканский футболист, вратарь клуба «Твенте».

## Клубная карьера
Эль-Маш — воспитанник клубов РКСВ МУЛО, «ВВВ-Венло», «Витесс» и «Аякс». 18 января 2019 года в матче против «Валвейка» он дебютировал в Эрстедивизи за дублирующий состав. Летом 2021 года Иссам перешёл в «Валвейк». 6 марта 2022 года в матче против «Аякса» он дебютировал в Эредивизи.
В 2022 году Эль-Маш подписал контракт на два года с «Твенте». В начале 2025 года Иссам на правах аренды перешёл в «Роду». 17 января в матче против ТОП Осса он дебютировал за новую команду.